# Haus der Seefahrt

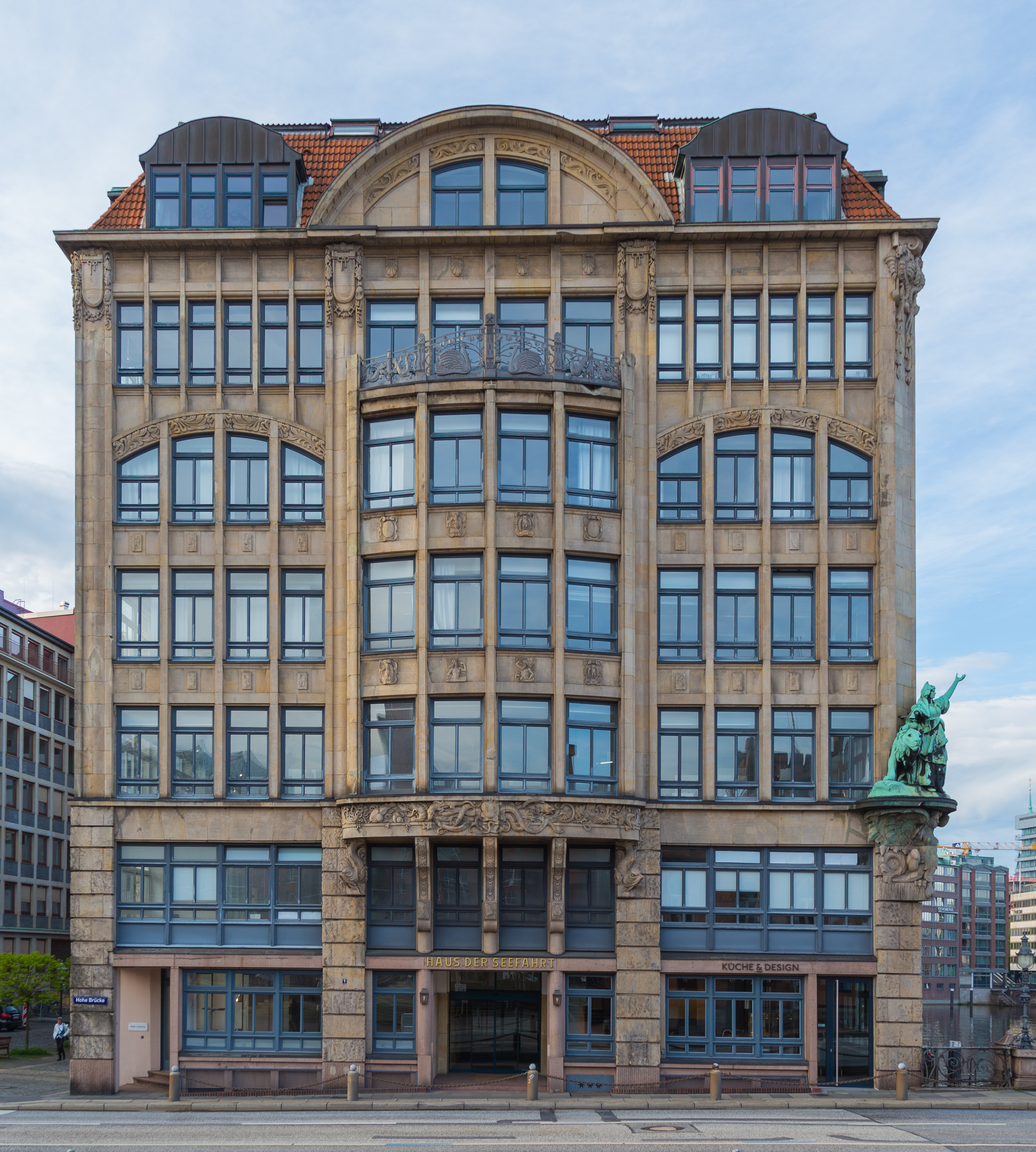
Haus der Seefahrt, Südfassade
rechts die Hammonia-Skulptur

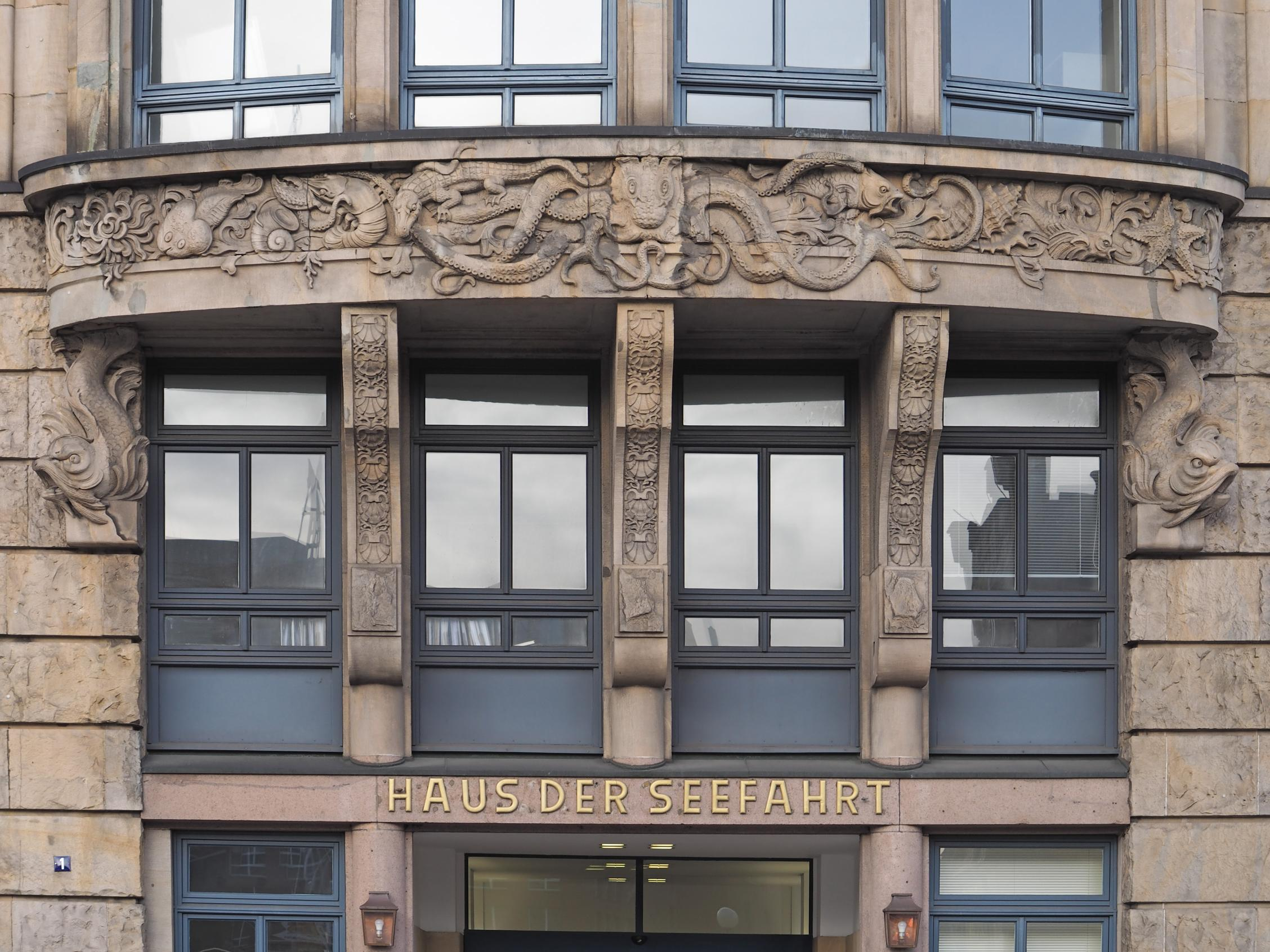
Unterer Abschluss des Erkers mit Zierfries und stützenden Konsolen

Das Haus der Seefahrt (Hohe Brücke 1) ist ein typisches Hamburger Kontorhaus aus dem Jahr 1910. Es liegt zwischen der historischen Deichstraße im Westen, der Straße Hohe Brücke im Süden und dem Nikolaifleet im Osten. Das Gebäude ist als Kulturdenkmal mit der Objekt-ID 29139 ausgewiesen.

## Baubeschreibung
Es handelt sich um einen mit Sandstein verkleideten Stahlbeton-Skelettbau mit Jugendstilornamenten. Als Außenpfeilerbau verfügt das Gebäude über frei einteilbare Etagen mit einem zentralen Treppenhaus. Über dem Erdgeschoss erheben sich fünf Obergeschosse und ein Dachgeschoss. Die verfügbare Nutzfläche beträgt 3.650 m² (Stand 1991).
Die Hauptfassade weist zwölf schmale Fensterachsen auf. Sie ist symmetrisch gestaltet und in drei von Pilastern getrennte, vertikale Bereiche aufgeteilt. Im Mittelbereich erstreckt sich ein flach vorgewölbter Erker vom zweiten zum vierten Obergeschoss. Er ist durch ein Ziergitter bekrönt, das zwei aufeinander zu schwimmende Schwäne zeigt. Unten schließt sich ein Zierfries an mit Reliefdarstellungen von Meerestieren und einem Krokodil. Drei Konsolen im ersten Obergeschoss stützen den Erker und bilden den Übergang zum Haupteingang im Erdgeschoss.
Im vierten Obergeschoss sind die äußeren vier Fenster jeweils durch einen Segmentbogen zusammengefasst. Die Bogenform findet man auch im Giebel wieder, der den mittleren Gebäudeteil nach oben abschließt.
Die Fassade zum Nikolaifleet ist bis auf die unteren Geschosse nahezu identisch gestaltet, die Westfassade ist einfacher ausgeführt.

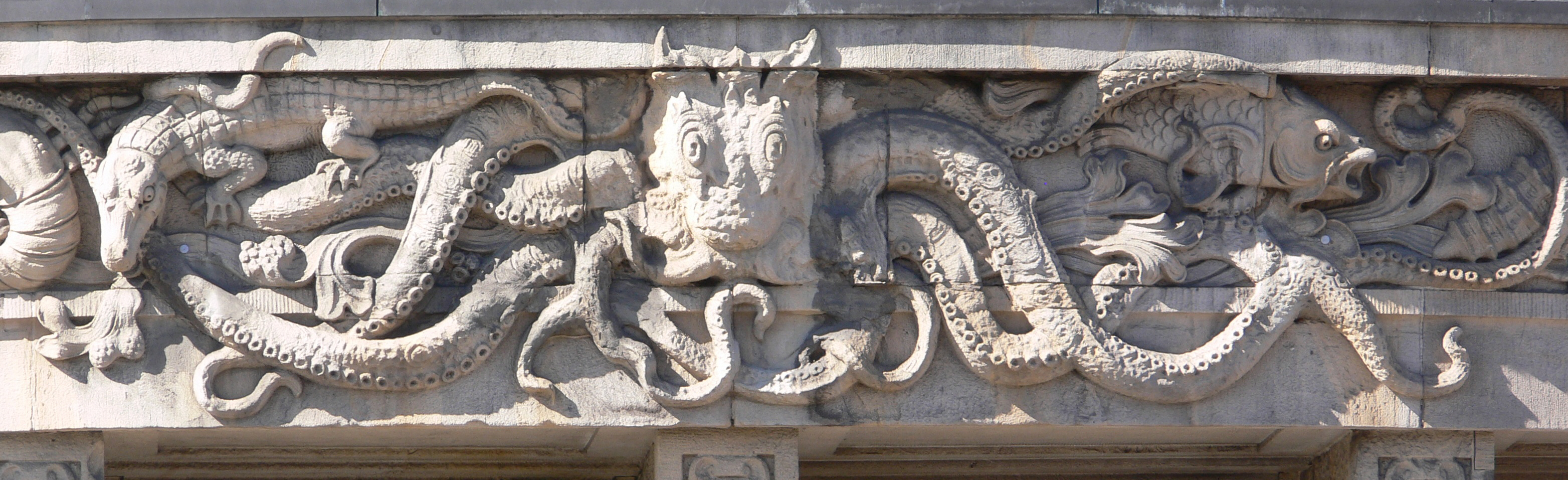
Das Sandsteinrelief im Detail
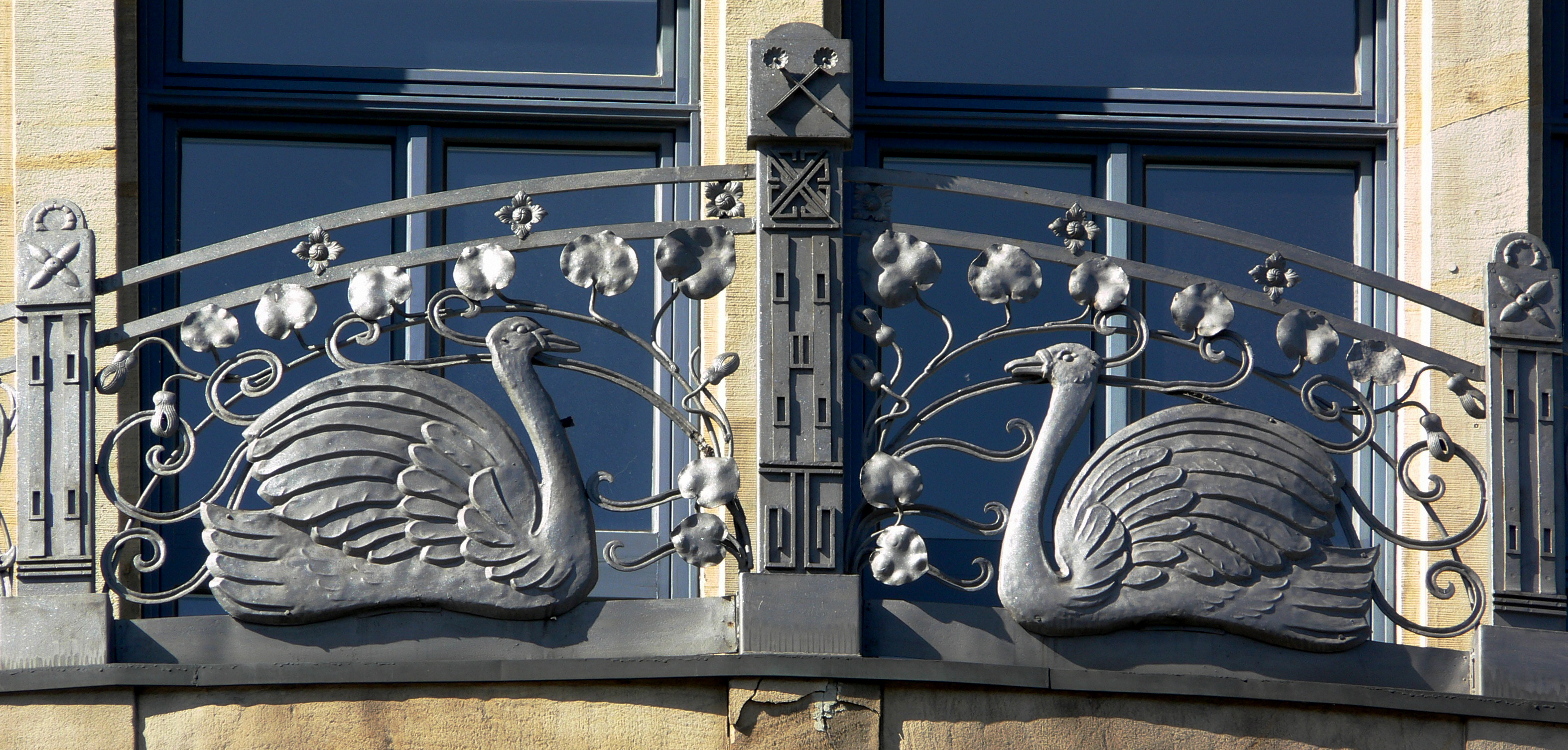
Ziergitter mit Jugendstilelementen

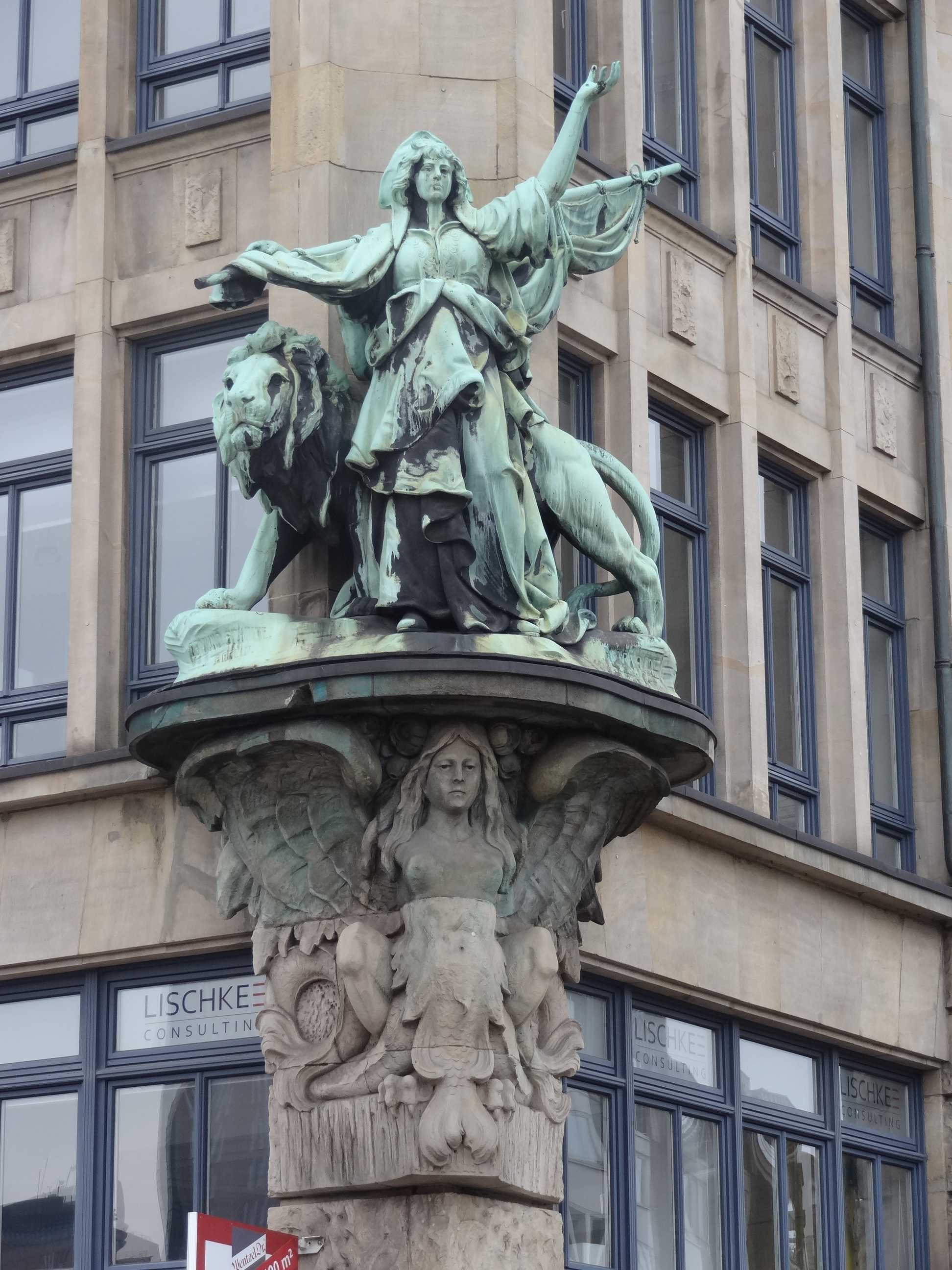
Skulptur der Hammonia

An der Südostecke ist eine Bronzefigur auf einem Sockel zu sehen. Dargestellt ist Hammonia, die Symbolfigur der Stadt Hamburg. Sie trägt eine Flagge über der Schulter und hebt den linken Arm zum Himmel. Hinter ihr schreitet ein Löwe. Der Sockel besteht aus Sandstein mit Engelfiguren, die mit ihren Flügeln die obere Szenerie stützen.

## Baugeschichte
Das Gebäude wurde nach Plänen von Edgar Foßhag und Georg Schlepps in den Jahren 1909/1910 als Mietkontorhaus errichtet. Bauherr war F.W.G.H. Fischer. Ursprünglich beherbergte das Haus Handels- und Reedereikontore, später zogen auch andere Sparten ein.
1991 erfolgte eine umfassende Sanierung und ein Umbau zu variabel nutzbaren Büroetagen. Dabei wurde ein neues Treppenhaus eingefügt. Die Außenfassaden blieben in der Ursprungsform erhalten. Federführend war das Architekturbüro Winking/Froh.